# شهرستان هجینگ
شهرستان هِجینگ یک شهرستان در چین است که در ولایت خودمختار بایینغولین مغول واقع شده‌است.

## نام
- به اویغوری: خېجىڭ ناھىيىسى
- به چینی: 和静县، به پین‌یین: Héjìng Xiàn
- به مغولی: ᠾᠧᠵᠢᠩ ᠰᠢᠶᠠᠨ، به لاتین: Hëǰing siyan، معادل سیریلیک: Хэжин шянь

## جمعیت
| ترکیب قومیتی شهرستان هجینگ | ترکیب قومیتی شهرستان هجینگ | ترکیب قومیتی شهرستان هجینگ | ترکیب قومیتی شهرستان هجینگ | ترکیب قومیتی شهرستان هجینگ |
| -------------------------- | -------------------------- | -------------------------- | -------------------------- | -------------------------- |
| قومیت                      | قومیت                      |                            | درصد                       | درصد                       |
| هان                        | هان                        |                            | ۴۹٫۱٪                      | ۴۹٫۱٪                      |
| اویغور                     | اویغور                     |                            | ۲۸٫۴٪                      | ۲۸٫۴٪                      |
| مغول                       | مغول                       |                            | ۱۶٫۸٪                      | ۱۶٫۸٪                      |
| هوئی                       | هوئی                       |                            | ۳٫۸٪                       | ۳٫۸٪                       |
| قزاق                       | قزاق                       |                            | ۰٫۶٪                       | ۰٫۶٪                       |
| قرقیز                      | قرقیز                      |                            | ۰٫۱٪                       | ۰٫۱٪                       |
| منجو                       | منجو                       |                            | ۰٫۱٪                       | ۰٫۱٪                       |
| سایر                       | سایر                       |                            | ۱٫۱٪                       | ۱٫۱٪                       |
| منبع سرشماری جمعیت :       |                            |                            |                            |                            |

## تاریخچه
اولین واحد تقسیماتی مدرن که معادل ولایت خودمختار بایینغولین مغول بود، در سال ۱۸۸۲ میلادی تحت نام «ولایت قره‌شهر»، شامل سه شهرستان بوگور، لوپنور، و یانچی تاسیس شد. در سال ۱۸۹۹ میلادی، نام این ولایت به «ولایت یانچی» تغییر کرد.
در سال ۱۹۴۷ میلادی شهرستان هجینگ، با جدا شدن از شهرستان یانچی تاسیس شد.
در ژوئن سال ۱۹۵۴ میلادی، «ولایت یانچی» منحل شد. در این سال، ۲ واحد تقسیماتی جدید بجای این ولایت تاسیس شدند. اولین این دو، «ولایت خودمختار بایینغولین مغول» است که شامل ۳ شهرستان یانچی، هجینگ، و خوشوت، در بر گیرندهٔ ۱۱٪ مساحت «ولایت یانچی» در شمال آن. دومین این دو، «ولایت کورلا» است که شامل ۵ شهرستان کورلا، بوگور،لوپنور، شهرستان چارقیلیق، شهرستان چرچن در بر گیرندهٔ ۸۹٪ مساحت «ولایت یانچی» در جنوب آن. 
۶ سال بعد، در دسامبر سال ۱۹۶۰ میلادی، «ولایت کورلا» در «ولایت خودمختار بایینغولین مغول» ادغام شد. مرکز ولایت خودمختار بایینغولین مغول از یانچی به کورلا انتقال یافت.
در دسامبر سال ۲۰۱۲، با جدایی از اراضی تحت مدیریت شهر کورلا، باش‌اگیم/تیه‌منگوان به عنوان شهر وابسته به بینگتوان و «شهر تابع مستقیم منطقه خودمختار» تاسیس شده، از تابعیت ولایت خودمختار بایینغولین مغول در آمده، و مستقیما در تابعیت اداری منطقه خودمختار سین‌کیانگ قرار گرفت.
در ژانویه سال ۲۰۲۰ میلادی، اراضی از شهرستان‌های خودمختار یانچی هوئی، باغراش، چارقیلیق، چرچن، خوشوت، و هجینگ از تابعیت ولایت خودمختار بایینغولین مغول در آمده و ضمیمهٔ باش‌اگیم شدند. اکثر این اراضی شامل هنگ‌های متعلق به بینگتوان بودند.